# Financiamento climático na Noruega
O financiamento climático na Noruega refere-se às estratégias, políticas e instrumentos financeiros mobilizados pelo Estado norueguês, empresas e instituições multilaterais com o objetivo de mitigar as emissões de gases de efeito estufa e adaptar o país aos impactos das mudanças climáticas. Apesar de ser uma das maiores exportadoras globais de petróleo e gás natural, a Noruega se destaca por manter uma das matrizes energéticas mais limpas do mundo e por sua atuação proativa no financiamento internacional de ações climáticas, especialmente em países em desenvolvimento.
O país enfrenta um paradoxo climático: enquanto o setor de petróleo e gás responde por cerca de 20% do PIB e 41% das exportações nacionais, 98% da eletricidade doméstica provêm de fontes renováveis, principalmente hidrelétricas. Essa dualidade se reflete tanto em sua política interna — com forte tributação de carbono e metas ambiciosas de neutralidade — quanto em sua diplomacia ambiental, marcada por contribuições expressivas a mecanismos como o Fundo Verde para o Clima e programas de REDD+.
Internamente, a Noruega lida com impactos crescentes de eventos climáticos extremos, como enchentes e degelo acelerado nas regiões árticas e montanhosas, que ameaçam infraestruturas críticas e comunidades indígenas. Em resposta, o país tem ampliado o investimento em adaptação e aprovado legislações específicas, como a Lei do Clima (2017) e o Plano de Ação Climática para 2021–2030, que estabelecem metas vinculantes de redução de emissões.

## Contexto climático e vulnerabilidades

### Perfil climático

Zoneamento climático da Noruega na classificação de Koppen-Geiger, entre 1991 e 2020.

A Noruega possui um clima temperado marítimo, fortemente influenciado pela Corrente do Golfo e pela Corrente Norueguesa, que amenizam as temperaturas mesmo em altas latitudes. As temperaturas médias anuais variam significativamente: de -1,7°C em regiões árticas como Tromsø até 7,6°C no sul (Kristiansand).

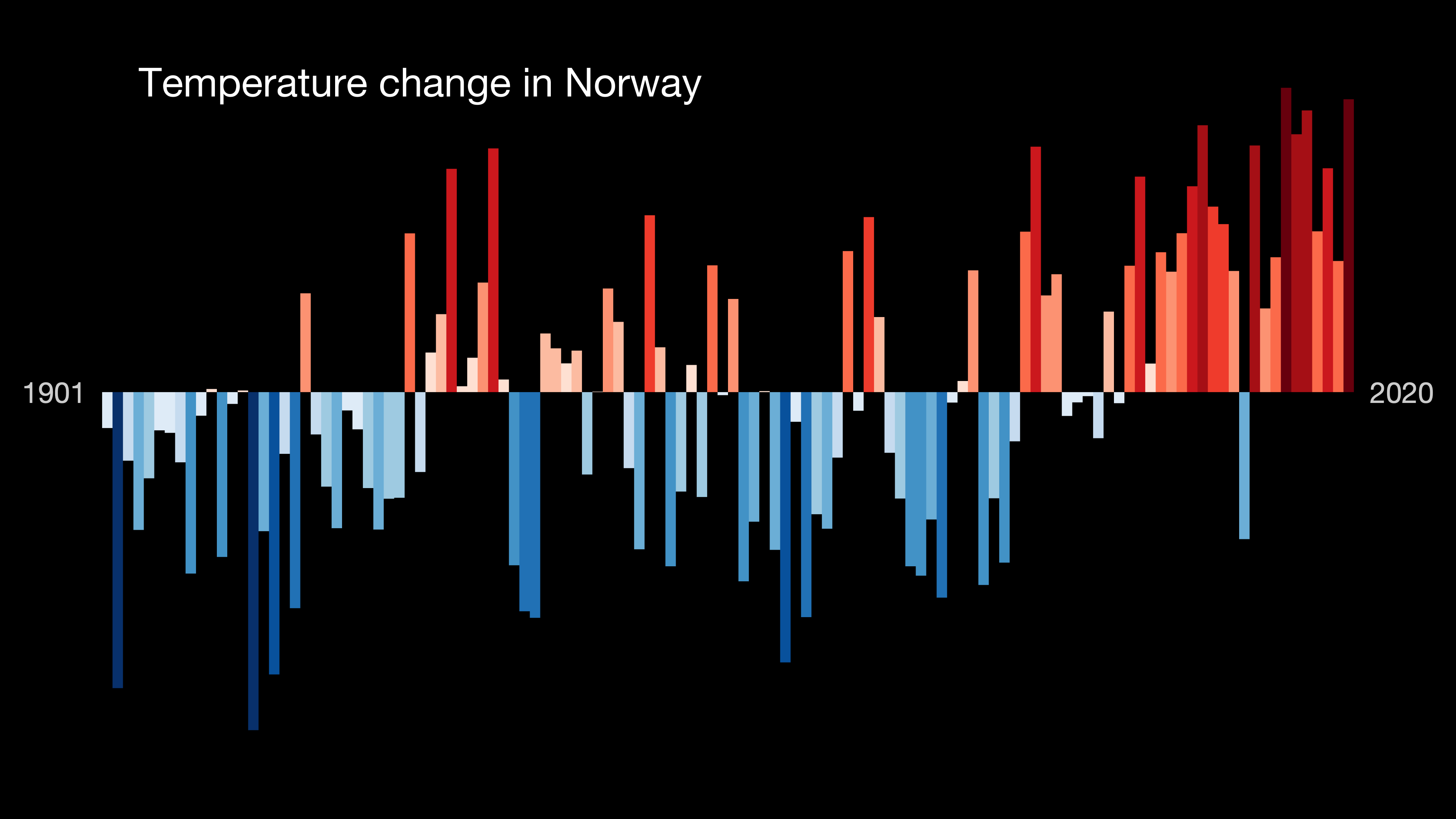
Gráfico com a mundança das temperaturas médias da Noruega entre 1901 e 2020.

O país é um dos mais úmidos da Europa, com precipitação média anual de 1.510 mm em Bergen e apenas 211 mm em áreas interiores como Saltdal. Contudo, 90% das emissões norueguesas são "exportadas" via petróleo e gás extraídos do Mar do Norte, superando em 10 vezes as emissões domésticas.

### Dependência energética e transição verde
A economia norueguesa é paradoxal: é o sexto maior exportador mundial de gás natural e o oitavo de petróleo, setor responsável por 41% das exportações e 20% do PIB em 2023. Simultaneamente, 98% da eletricidade doméstica vem de fontes renováveis, predominantemente hidrelétrica (89%), e o país lidera a adoção global de veículos elétricos (75% das vendas de carros novos em 2023). Essa dualidade gera críticas sobre "hipocrisia climática", especialmente com a expansão de licenças para exploração petrolífera no Ártico.
Desde a descoberta do campo de petróleo de Ekofisk em 1969, a Noruega consolidou-se como potência energética mundial, transformando as receitas da exploração dos combustíveis fósseis numa estratégia de financiamento de políticas de bem-estar social e investimentos climáticos globais. Paralelamente, o país desenvolveu uma diplomacia climática ativa desde a Conferência de Estocolmo em 1972, assumindo posições de liderança nas negociações internacionais através de mecanismos inovadores de financiamento e compromissos ambiciosos de neutralidade climática.

### Eventos extremos e impactos socioeconômicos

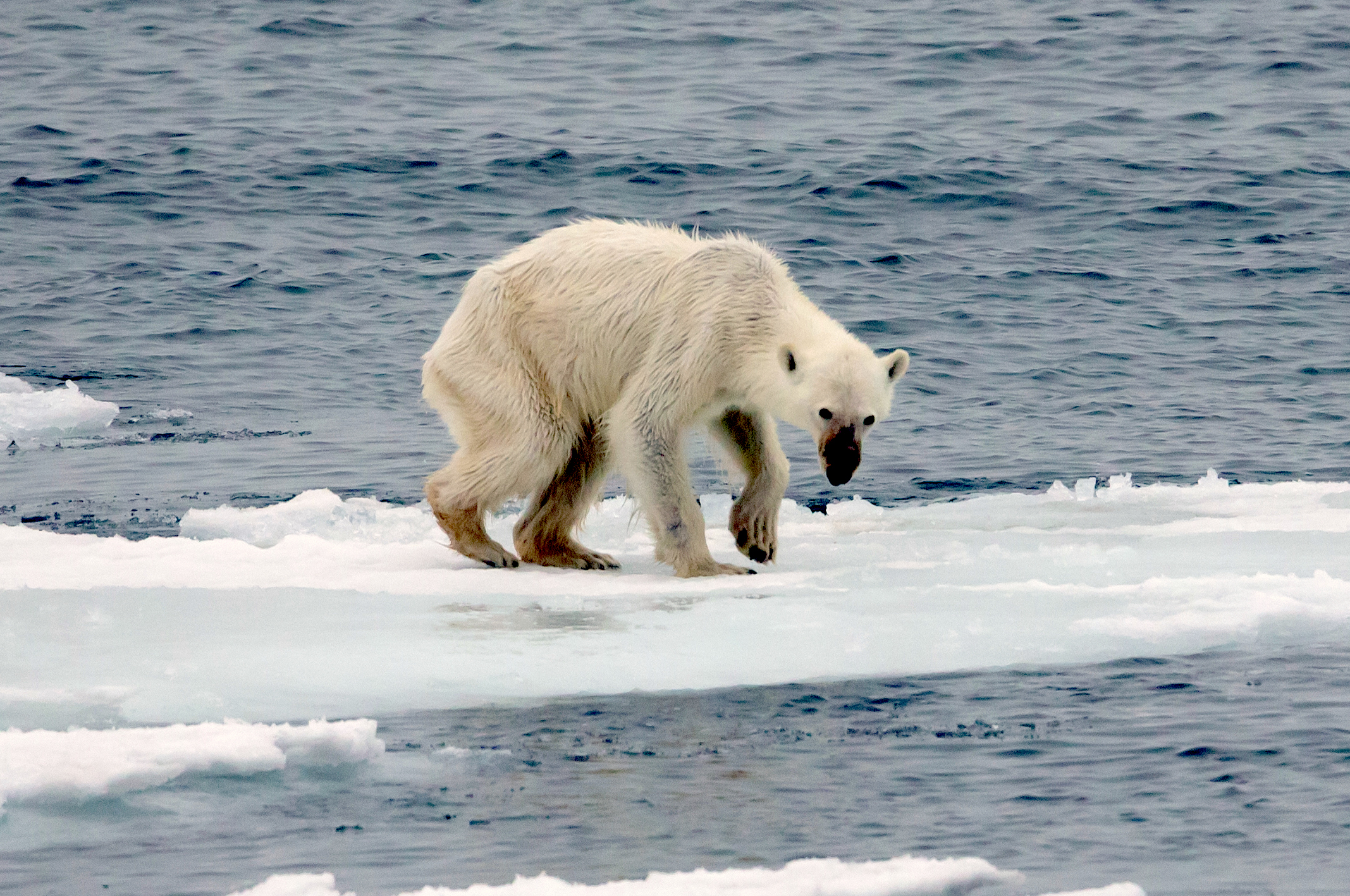
A aceleração do degelo afeta diretamente o habitat de espécies como o urso-polar.

A Noruega enfrenta vulnerabilidades crescentes associadas a eventos climáticos extremos que afetam não apenas o meio ambiente, mas também a economia e as comunidades locais. As enchentes, por exemplo, têm se tornado mais frequentes e severas, especialmente no sul do país, onde em 2020 causaram prejuízos estimados em 1,2 bilhões de coroas norueguesas. A tendência é de aumento na intensidade das chuvas durante o outono e a primavera, elevando o risco de inundações em zonas urbanas e agrícolas.
Outro impacto visível é o degelo acelerado, com geleiras que recuaram cerca de 14% desde 1999. Nas regiões árticas, o descongelamento do permafrost ameaça a infraestrutura costeira, estradas e oleodutos, além de impor novos desafios a comunidades indígenas Sami, que enfrentam custos crescentes para adaptar suas moradias e rotas tradicionais de pastoreio de renas. Em Svalbard, o aquecimento foi particularmente intenso: desde 1971, as temperaturas médias aumentaram cerca de 4°C, valor duas vezes maior que a média global, contribuindo para a redução do gelo marítimo e a perda de habitat de espécies dependentes do gelo, como o urso-polar e aves marinhas, além de afetar atividades de pesca e navegação.
Enquanto o Ártico aquece rapidamente, o interior do país também sente os efeitos da mudança climática. Vales semiáridos como Saltdal recebem menos de 250 mm de chuva por ano, exigindo irrigação artificial para garantir a produção agrícola. A variabilidade na precipitação já tem provocado perdas em safras de feno e cereais, pressionando a renda de pequenos produtores. Além disso, estudos apontam que o degelo combinado à intensificação das chuvas eleva o risco de deslizamentos de terra em regiões montanhosas, impactando rodovias, ferrovias e vilarejos isolados. Esses impactos socioeconômicos, ainda que distribuídos de forma desigual pelo território, ressaltam a necessidade de investimentos contínuos em adaptação climática para mitigar os prejuízos e proteger comunidades vulneráveis.

## História e marcos institucionais

### Antecedentes (1970-1990)

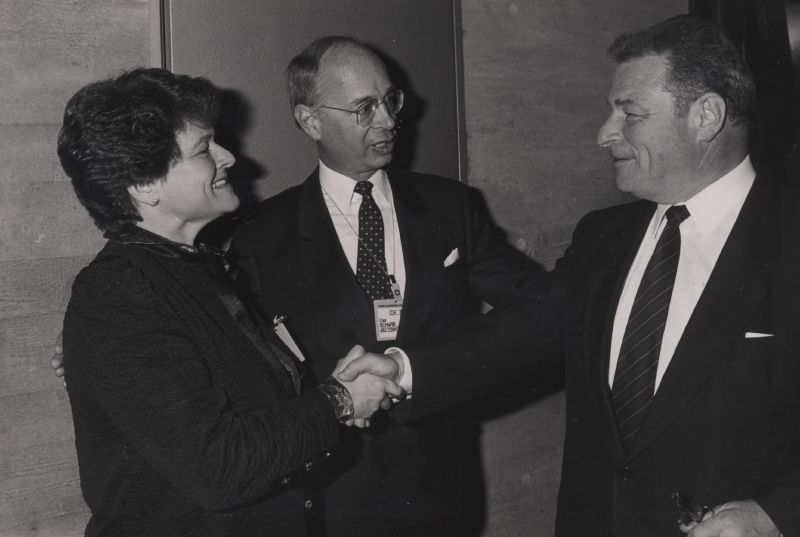
Gro Harlem Brundtland apertando as mãos de Klaus Schwab, economista alemão, durante reunião do Fórum Econômico Mundial, em 1989.

A história do financiamento climático na Noruega está intrinsecamente ligada à sua política ambiental e ao papel central do petróleo na economia nacional. A estrutura institucional ambiental norueguesa consolidou-se após a Conferência de Estocolmo (1972), com criação de ministérios dedicados e participação ativa em fóruns globais.
O debate ganhou força no final dos anos 1980, impulsionado por eventos climáticos extremos – como a onda de calor no verão de 1989 – e pela liderança da primeira-ministra Gro Harlem Brundtland, do Partido Trabalhista (Arbeiderpartiet). Brundtland, ex-presidente da Comissão Mundial sobre Meio Ambiente e Desenvolvimento (1983-1987), defendeu um programa ambicioso para estabilizar as emissões de carbono norueguesas até ao final dos anos 1990, visando posicionar a Noruega como líder global em sustentabilidade após a publicação do relatório "Nosso Futuro Comum" (1987) - conhecido como Relatório Brundtland. Esta abordagem também respondia a pressões eleitorais, já que preocupações ambientais influenciavam cerca de um terço do eleitorado.

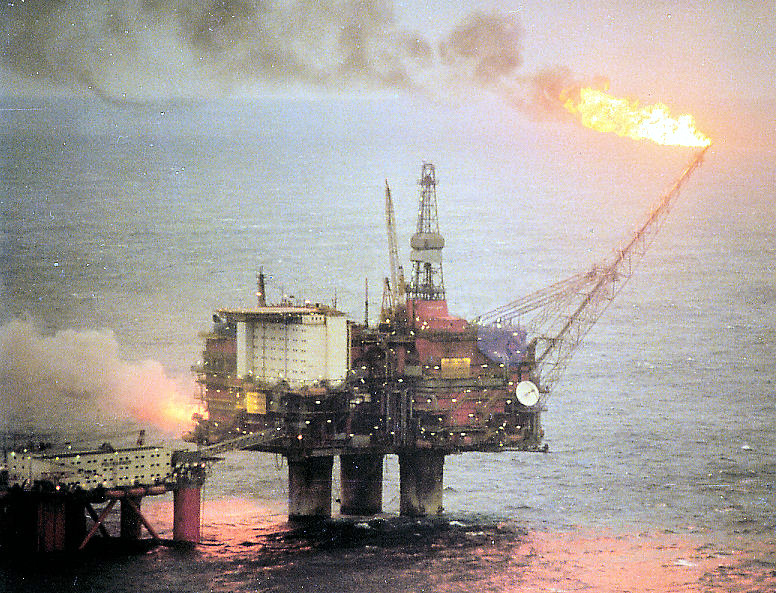
Fotografia de 1982 do campo de petróleo de Statfjord, no Mar do Norte, descoberto em 1974 pela Mobil, empresa dos EUA, e posteriormente operado pela norueguesa Equinor.

Este foco no clima representou uma mudança estratégica face às décadas anteriores, dominadas por tensões com o movimento dos "Ecologistas Profundos". Este grupo, influente desde os anos 1970, defendia uma visão radical de preservação ecológica, opondo-se ferozmente a grandes projetos industriais, especialmente hidroelétricos (como os grandes protestos em Mardalsfossen, 1970, e Alta, 1979-1981) e à exploração de petróleo no Mar do Norte.
Brundtland, que enfrentara críticas duras dos Ecologistas Profundos durante o seu mandato como Ministra do Ambiente (1974-1979) e primeira-ministra, optou por contornar este confronto ideológico. Em vez da abordagem contrária ao crescimento e à expansão da exploração petrolífera proposta pelos Ecologistas Profundos, ela buscou soluções tecnocráticas e macroeconômicas, alinhadas com a tradição do seu partido, mobilizando especialistas como o físico Jørgen Randers e o conceito de "sociedade sustentável".
Após a publicação de "Nosso Futuro Comum", Brundtland priorizou a mudança climática na agenda nacional. O Livro Branco governamental "Meio Ambiente e Desenvolvimento", publicado em 1989, estabeleceu explicitamente a Noruega como um "país pioneiro" e "força motriz" na luta ambiental global, com a estabilização das emissões domésticas de CO2 até ao ano 2000 como meta central.
Para fundamentar esta política, foram criados o Centro para Desenvolvimento e Meio Ambiente (SUM) e o Centro para Pesquisa Internacional sobre Clima e Meio Ambiente (CICERO) em Oslo, além de serem lançados programas de investigação climática. Contudo, o rápido crescimento da produção de petróleo e gás – setor vital da economia norueguesa desde a descoberta de jazidas no Mar do Norte nos anos 1960 – tornou a meta de redução de emissões internas incompatível com a expansão do setor.

### Década de 1990

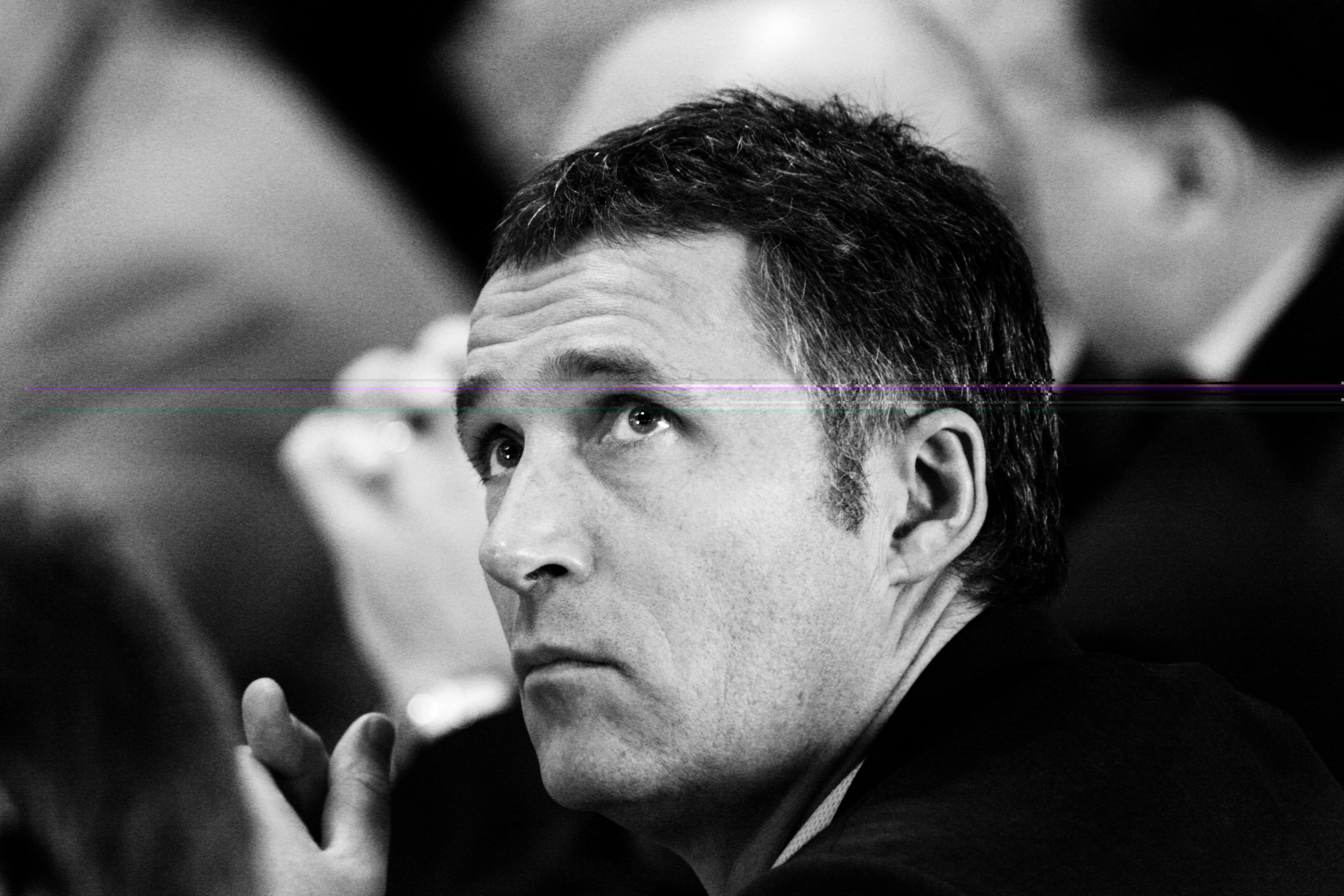
Jens Stoltenberg durante uma conferência em Oslo em 2007.

Para resolver este dilema, a liderança do Partido Trabalhista, sobretudo o jovem Secretário Parlamentar do Ministério do Ambiente Jens Stoltenberg (futuro primeiro-ministro), apostou em mecanismos de mercado internacionais. Inspirados pelo sistema de comércio de emissões de dióxido de enxofre nos EUA, Stoltenberg e economistas noruegueses propuseram um sistema global de comércio de cotas de emissões de gases do efeito de estufa (Tradable Emission Quotas - TEQs). Paralelamente, a Noruega investiu na tecnologia de Captura e Armazenamento de Carbono (CCS), vista como uma solução doméstica para reduzir emissões da indústria petrolífera. A plataforma Sleipner da empresa estatal Statoil tornou-se, em 1996, a primeira instalação offshore do mundo a injetar CO2 em reservatórios geológicos.
Para angariar apoio internacional ao comércio de emissões antes da Conferência de Quioto, em 1997, a diplomacia norueguesa, liderada pelo Ministro dos Negócios Estrangeiros Thorvald Stoltenberg (pai de Jens), promoveu agressivamente os Mecanismos de Desenvolvimento Limpo (Clean Development Mechanisms - CDMs). Neste sistema, países ricos financiariam projetos de redução de emissões em nações em desenvolvimento, recebendo créditos que contariam para as suas próprias metas. A Noruega implementou projetos-piloto, como a instalação de células solares no Burquina Fasso, e envolveu a empresa de certificação norueguesa Det Norske Veritas (DNV), buscando votos para aprovar os CDMs no âmbito das negociações da ONU.
O Protocolo de Quioto acabou por incorporar os três pilares da estratégia norueguesa: reduções domésticas, comércio de emissões (TEQs) e Mecanismos de Desenvolvimento Limpo (CDMs). Esta abordagem permitiu à Noruega manter a expansão da sua indústria petrolífera enquanto investia fortemente na compra de créditos de carbono (via CDMs e TEQs) para cumprir metas simbólicas, consolidando o financiamento climático internacional como elemento central da sua política ambiental nas décadas seguintes.

#### Taxa de carbono e evolução
A Noruega foi um dos primeiros países do mundo a adotar uma taxa nacional sobre o carbono, implementada em 1991, seguida de nações como Finlândia, Dinamarca, Polônia e Suécia. Essa iniciativa surgiu como resposta às crescentes evidências científicas sobre os impactos das emissões de gases de efeito estufa, conforme apontado pelo primeiro relatório do Painel Intergovernamental sobre Mudanças Climáticas (IPCC), publicado em 1990. A medida norueguesa incidia inicialmente sobre derivados de petróleo e incluía também uma tributação específica sobre as atividades offshore de petróleo e gás natural.
A estrutura da taxação sobre carbono foi progressivamente ampliada e reajustada. Em seus valores iniciais, a taxa era de NOK 437,87 (cerca de USD 39,98) e NOK 186,3 (USD 17,01), e atualmente atinge até NOK 1176 (USD 112,35) por tonelada de CO₂. Em 2024, os valores cobrados por litro de gasolina e óleo mineral são, respectivamente, NOK 2,72 e NOK 3,17. A taxação também incide sobre o uso de gás natural e gás liquefeito de petróleo, inclusive em setores anteriormente isentos, como as estufas agrícolas. Com uma das taxas mais altas do mundo — atrás apenas de Suíça, Liechtenstein e Suécia —, a política norueguesa cobre cerca de 65% das emissões nacionais e atinge setores intensivos em carbono, como o de petróleo e a aviação doméstica, além de se articular com o Sistema Europeu de Comércio de Emissões (EU ETS).
Ao longo das três décadas de vigência, a arrecadação gerada pela taxação de carbono tem sido significativa: entre 1991 e 2022, a receita total ultrapassou USD 33,77 bilhões, com uma média anual de USD 1,055 bilhão. Em 2023, a estimativa de arrecadação foi de NOK 7,4 bilhões (USD 6,75 bilhões), valor incorporado ao "Fundo Global de Pensões do Governo", que representa cerca de 20% do orçamento nacional. Além de contribuir para a redução de emissões, a taxação tem impacto redistributivo, ajudando a mitigar desigualdades ao aliviar encargos sobre famílias de baixa renda. Apesar dos avanços, especialistas destacam a necessidade de um planejamento mais robusto para que a política fiscal ambiental impulsione efetivamente a transição tecnológica e energética, com estímulos complementares a setores vulneráveis.

### Século XXI
Em junho de 2014, o país ratificou a Emenda de Doha ao Protocolo de Quioto, assumindo para o segundo período de compromisso (2013–2020) uma meta incondicional de redução de 16% nas emissões de gases de efeito estufa em relação aos níveis de 1990, alinhada à sua promessa de Copenhague de cortes de 30% a 40% até 2020. Este compromisso, no entanto, dependia expressamente da aquisição de créditos internacionais de carbono, uma vez que projeções indicavam que as emissões domésticas excederiam a meta em 10% até 2020 sem medidas adicionais. A Noruega, de fato, não cumpriu sua meta de 2020, registrando apenas uma redução de 4,2% nas emissões domésticas entre 1990 e 2020, com o setor de Uso da terra, mudança no uso da terra e floresta (LULUCF) removendo 19 Mt CO2-eq em 2019.
Em 2020, o país elevou significativamente suas ambições ao atualizar sua Contribuição Nacionalmente Determinada (NDC) no âmbito do Acordo de Paris, comprometendo-se a reduzir emissões em "pelo menos 50% e até 55%" até 2030 frente aos níveis de 1990 - um aumento substantivo em relação à meta anterior de 40%. Esta NDC ampliada, que abrange todos os setores econômicos e gases de efeito estufa, prevê o uso de mecanismos de flexibilidade internacionais e cooperação com a União Europeia, mas mantém-se válida independentemente de acordos com o bloco. Paralelamente, o parlamento norueguês aprovou em 2017 a Lei do Clima, estabelecendo a meta de transformar o país em uma "sociedade de baixas emissões" até 2050, com cortes de 90% a 95% em relação a 1990, embora a metodologia de contabilização do setor LULUCF permaneça indefinida.
Em janeiro de 2021, o governo apresentou um Plano de Ação para o Clima detalhado para 2021-2030, concentrando esforços nos setores não cobertos pelo EU ETS (transporte, edificações, resíduos e agricultura), que representam metade das emissões nacionais. O plano prevê um aumento gradual do imposto sobre carbono para NOK 2.000 por tonelada de CO2 (€196) até 2030 - um dos níveis mais altos da OCDE - combinado com regulações setoriais, financiamento para tecnologias limpas e critérios climáticos em licitações públicas. Analistas alertam, contudo, que mesmo esta taxa elevada pode ser insuficiente para alcançar as metas, exigindo incentivos complementares.
Uma virada política ocorreu em 2019 com a primeira regulação direta do setor agrícola, historicamente isento de tributos climáticos. O parlamento aprovou a proibição do cultivo em turfeiras - ecossistemas críticos para sequestro de carbono - e firmou acordo voluntário com associações de agricultores para reduzir 5 milhões de toneladas de CO2-equivalente até 2030. Esta medida representou uma ruptura com a tradicional ênfase norueguesa em eficiência econômica, que por décadas priorizou a compra de créditos de carbono internacionais em detrimento de reduções domésticas, especialmente após a incorporação ao EU ETS em 2008.

## Cooperação internacional e financiamento externo
A Noruega estruturou sua política climática internacional com ênfase em mecanismos de flexibilidade e financiamento baseado em resultados. Pioneira na adoção de metas nacionais de emissões (1989) e na implementação de impostos sobre carbono (1991), o país inicialmente alinhou-se com os Estados Unidos na defesa do comércio de emissões, divergindo da União Europeia. Contudo, após a retirada norte-americana do Protocolo de Quioto (2001) e a consolidação do Sistema de Comércio de Emissões da UE, a política norueguesa convergiu para o modelo europeu, influenciada pela integração econômica via Espaço Econômico Europeu.
No âmbito multilateral, a Noruega elevou significativamente seu compromisso com o Fundo Verde para o Clima em 2020, assinando um acordo de NOK 3,2 bilhões – o maior financiamento norueguês a uma organização climática multilateral. O aporte anual duplicou para NOK 800 milhões, posicionando o fundo como principal canal de apoio climático a países em desenvolvimento. O ministro do Desenvolvimento Internacional, Dag-Inge Ulstein, destacou a necessidade de combater emissões e mitigar impactos climáticos já existentes, reforçando o papel do fundo na promoção de desenvolvimento resiliente.

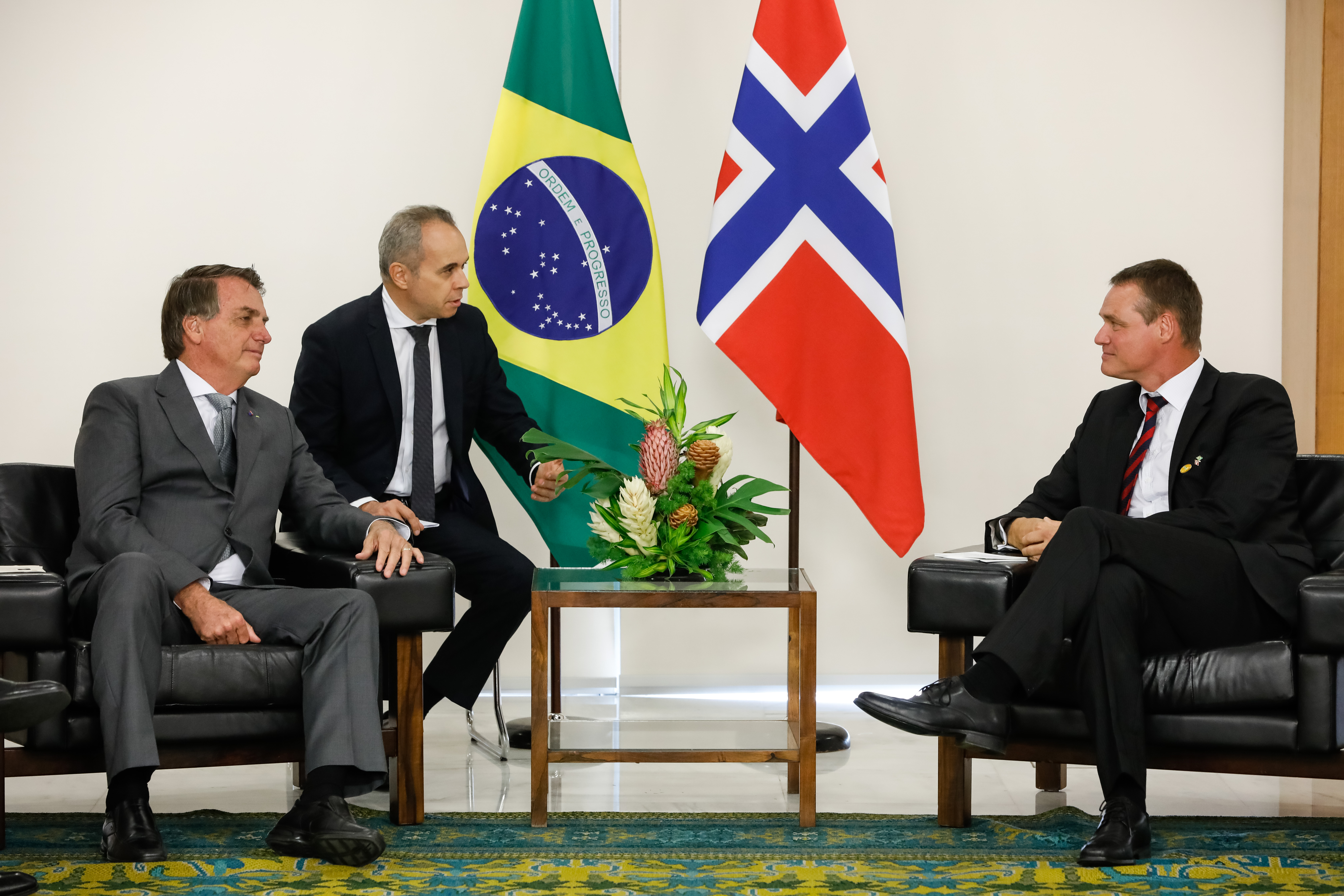
Jair Bolsonaro em reunião, em 2021, com o então embaixador da Noruega no Brasil, Odd Magne Ruud.

### Financiamento de programas REDD+
Na cooperação bilateral, o Fundo Amazônia tornou-se paradigma de financiamento atrelado a resultados. Estabelecido em 2008 com gestão do BNDES, recebeu da Noruega doações progressivas vinculadas à redução do desmatamento: o acordo inicial (2009) previa até NOK 700 milhões, com acréscimos anuais condicionados à comprovação de quedas na devastação. Até 2017, foram firmados cinco adendos, totalizando mais de NOK 8,3 bilhões. Em 2019, contudo, a Noruega suspendeu repasses diante do aumento do desmatamento sob o governo Bolsonaro e de tentativas unilaterais de alterar a governança do fundo – incluindo propostas de destinar recursos a indenizações de proprietários rurais. Junto à Alemanha, responsável por 99% das doações, o país defendeu a manutenção da estrutura original do comitê gestor (com sociedade civil e governos estaduais) e a atuação do BNDES, citando auditorias prévias sem irregularidades. Os repasses foram retomados em 2023 após a eleição de Luiz Inácio Lula da Silva, com o reconhecimento norueguês da queda de 50% no desmatamento.
Com a Indonésia, a Noruega implementou modelo similar de pagamentos por resultados via REDD+, oferecendo até US$ 1 bilhão por reduções de emissões por desmatamento. A parceria enfrentou obstáculos: atrasos nos desembolsos, divergências metodológicas e críticas domésticas indonésias sobre perda de soberania. Após o pagamento de US$ 56 milhões por resultados de 2016-2017 , o governo indonésio rescindiu unilateralmente o acordo em 2021, alegando falta de concretização financeira. Um novo pacto bilateral foi firmado em 2022, com diferenças estruturais: ausência de meta financeira pré-fixada, prazo definido (5 anos) e operação via Fundo Ambiental Indonésio, respeitando sistemas nacionais de medição e alinhando-se à estratégia do país. Em 2024, o mecanismo demonstrou efetividade com o desembolso de US$ 60 milhões por reduções de emissões em 2019-2020, totalizando US$ 216 milhões transferidos.

## Críticas e controvérsias

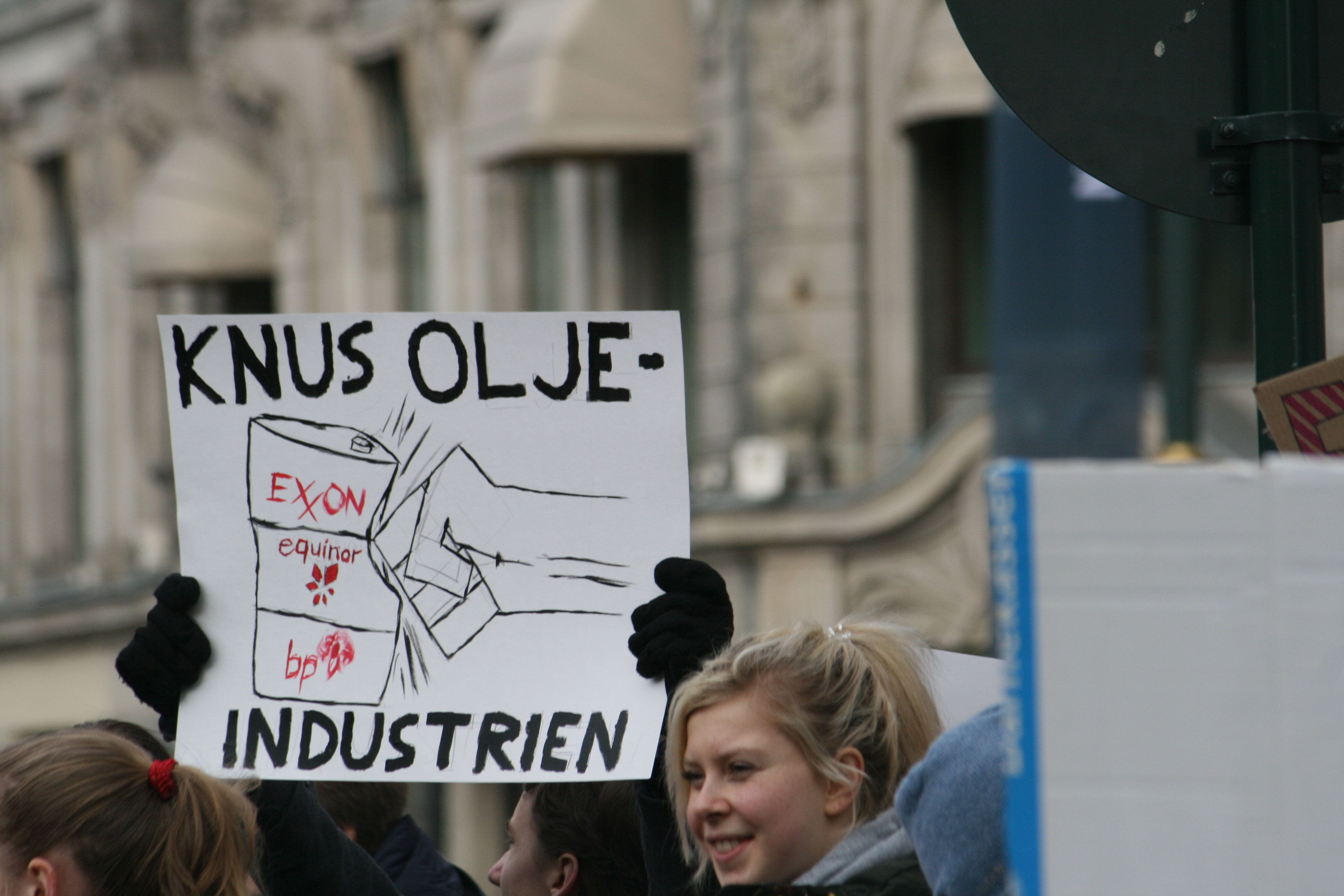
Ambientalistas protestam contra as empresas petrolíferas Exxon, Equinor e BP em Oslo, em 2019.

### Continuidade da exploração petrolífera
A Noruega enfrenta desafios legais recorrentes devido à expansão de atividades petrolíferas no Ártico. Em 2016, o anúncio de novas licenças de exploração no Mar de Barents foi considerado pelo governo como marco estratégico para o setor, gerando ações judiciais de grupos ambientalistas. Esses grupos alegavam violação do Artigo 112 da Constituição norueguesa - que garante o direito a um ambiente saudável - e incompatibilidade com o Acordo de Paris. Embora a Suprema Corte tenha validado as licenças em 2020, os processos judiciais prosseguiram no Tribunal Europeu dos Direitos Humanos (TEDH). Em 2024, um tribunal de apelação reafirmou a legalidade dos campos petrolíferos de Yggdrasil, Tyrving e Breidablikk, argumentando que decisões sobre exploração de hidrocarbonetos competem primariamente ao poder legislativo e executivo.

### Violações de direitos indígenas
O complexo eólico de Fosen, maior parque terrestre da Europa, tornou-se foco de disputas sobre direitos indígenas. Em 2021, a Suprema Corte norueguesa considerou a operação das 151 turbinas uma violação dos direitos culturais do povo Sami, por afetar áreas tradicionais de pastoreio de renas. Apesar da decisão, as turbinas permaneceram ativas, levando a protestos liderados por ativistas Sami em 2023. Manifestantes bloquearam ministérios em Oslo exigindo o fechamento do parque. O governo emitiu pedido público de desculpas reconhecendo "violações contínuas de direitos humanos", mas não desativou as turbinas, propondo alternativas para coexistência entre geração energética e pastoreio.